# Longhu Shan

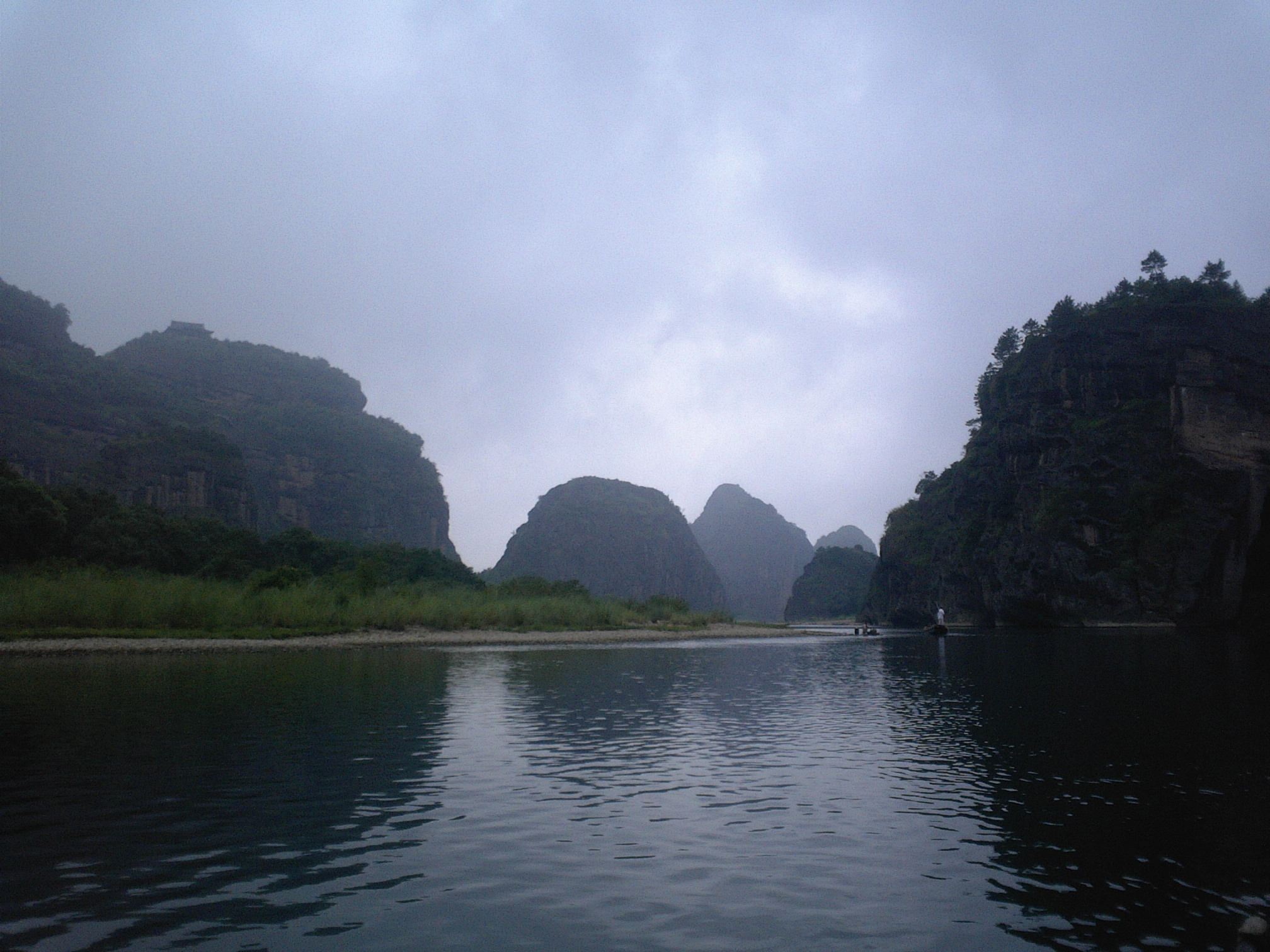
Longhu Shan

Das Longhu-Gebirge (chinesisch 龙虎山, Pinyin Lónghǔ Shān, W.-G. Lung-hu Shan – „Gebirge des Drachen und des Tigers“) – auch Longhu-Berg, Berg des Drachen und des Tigers, Drache-und-Tiger-Berg, Longhu Shan, Longhushan genannt – ist ein Berg in der chinesischen Provinz Jiangxi. Er liegt im Südwesten des Gebietes der kreisfreien Stadt Guixi. Er ist ein berühmter daoistischer Berg mit vielen Tempeln. Hier entstand die daoistische Schule Wutoumi dao (Fünf Scheffel Reis). Die Residenz des Himmelsmeisters (Tianshifu 天师府) war der Sitz der Himmelsmeister (tianshi), unter anderem des Himmelsmeisters Zhang Daoling. Sie ist der Hauptsitz der daoistischen Zhengyi-Schule (正一道).